# Konungarnas tillbedjan (Velázquez)
Konungarnas tillbedjan är en oljemålning av den spanske barockkonstnären Diego Velázquez. Den är daterad 1619 och ingår i samlingarna på Pradomuseet i Madrid.
Konungarnas tillbedjan är ett av konsthistoriens mest populära motiv och skildrar Matteusevangeliets (2:1–12) berättelse om de österländska stjärntydarna som följde Betlehemsstjärnan till Betlehem där de fann Jesusbarnet, Jungfru Maria och Josef från Nasaret (längst till höger i bilden). De öppnade sina kistor och räckte fram gåvor. I den kristna traditionen har de benämnts de tre vise männen och fått namnen Kasper (den yngre i förgrunden), Melker (den äldre i bakgrunden) och Baltsar (med afrikanskt utseende). 
Detta är ett tidigt verk av Velázquez från tiden då han fortfarande bodde i födelsestaden Sevilla (år 1623 flyttade han till Madrid där han sedermera blev den ledande konstnären vid Filip IV:s hov). Där gick han i lära hos Francisco Pacheco som dessutom var hans svärfar. År 1618 hade han gift sig med Juana Pacheco och 1619 fick de en dotter. Man tror att familjemedlemmarna har stått modell för persongalleriet i Konungarnas tillbedjan: Francisco Pacheco som Melker, Juana som Jungfru Maria och dottern som Jesusbarnet. Kasper är möjligen ett modifierat självporträtt. Det är oklart vem pojken längst bak till vänster ska föreställa, men hans ansikte är bekant från flera målningar av Velázquez från denna tid (Gammal kvinna tillagar ägg, Lunchen, Vattenbäraren i Sevilla).